# Raesfeld (Adelsgeschlecht)

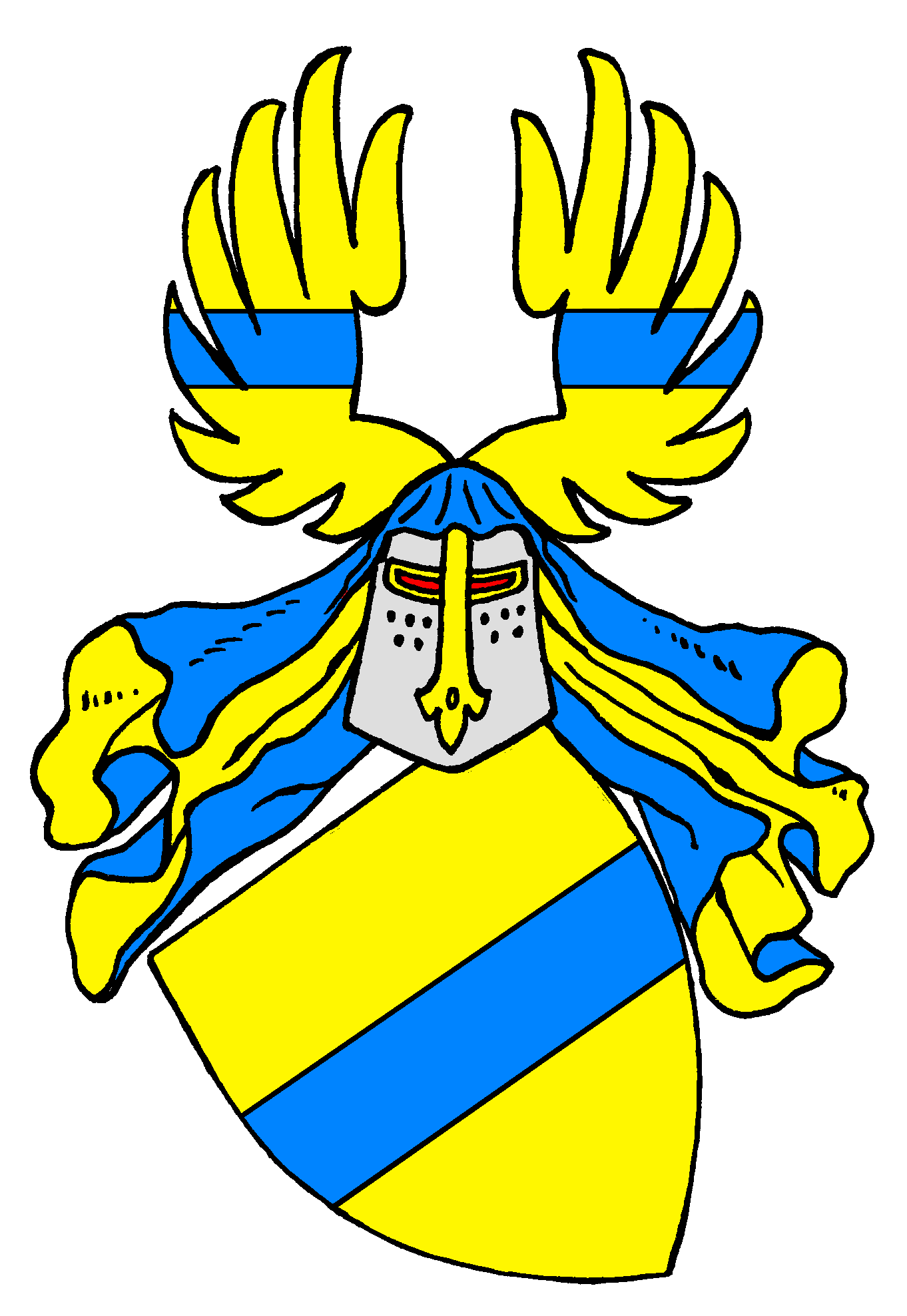
Wappen derer von Raesfeld

Raesfeld bzw. Raesfeldt (auch Rasveld(e), Raesfelde, Raesfelt, Räsfeld oder Ra(e)ßfeld(t), seltener auch Raisfeld(t)) ist der Name eines westfälischen Adelsgeschlechts, als dessen Stammhaus Schloss Raesfeld in Raesfeld/Kreis Borken gilt. Die heute noch blühende Linie Raesfeld leitet ihre Abstammung von Goswin von Raesfeld her, der 1574 fürstbischöflich münsterscher Hofmeister zu Ahaus war. Johann IV. von Raesfeld (* 1492, † 1551) war seit 1536 mit dem erblichen Drostenamt zu Ahaus belehnt. Alle anderen Linien, deren Abstammung bis zum Jahr 1253 auf den Ritter Adolfus de Raesfelde urkundlich belegt ist, gelten als erloschen.

## Geschichte

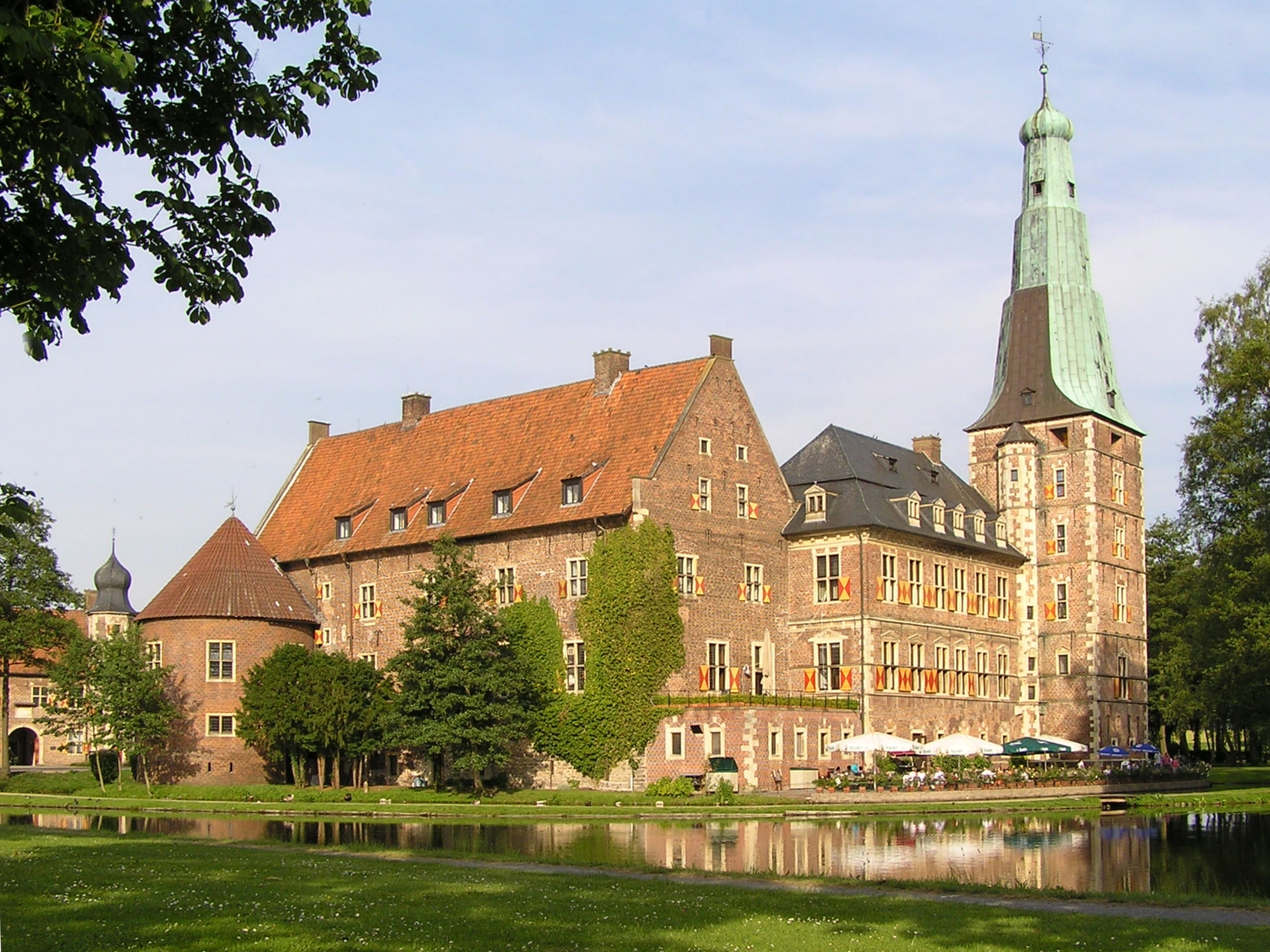
Schloss Raesfeld

### Herkunft und Anfänge in Raesfeld
Das Geschlecht Raesfeld entstammt dem Geschlecht der seit 1092 belegten Edelherren von Gemen (von der Burg Gemen), die in Raesfeld 1259 erstmals urkundlich auftreten, als Symon von Gemen (* um 1231, † vor 1265) die Raboding-Hof genannte Burg Raesfeld, die er wohl vorher schon verwaltet hat, kauft. Dieser Ritter Simon nennt sich anschließend Symon von Rasvelde. Der Ritter (miles) Adolfus de Raesfelde urkundet erstmals 1253. Matthias von Raesfeld, famulus, (* um 1245, † um 1318) ist von 1265 bis 1299 urkundlich auf Raesfeld nachgewiesen.

### Herrschaft auf Burg Raesfeld
Die Nachfahren des Simon von Raesfeld bleiben ca. 300 Jahre Burgherren auf Raesfeld. Sein Enkel, Johann I. von Raesfeld, wird 1366 vom Fürstbischof von Münster in den Rat der Landesstände gerufen, wo Johann dem Bischof die Treue schwört. Kaiser Sigismund verleiht Johann II. von Raesfeld (* um 1375, † nach 1443) für treuen Vasallendienst sogar das Münzrecht, wovon aber nie Gebrauch gemacht wird. In Overijssel, in der Twente, steht denen von Raesfeld die Herrschaft Twickelo mit der Burg Twickel bei Delden zu. Im Münsterland waren verschiedene Linien, die alle von Burg Raesfeld ausgehen, teilweise über Jahrhunderte in Besitz etlicher landtagsfähiger Rittergüter, darunter waren u. a. Haus Ostendorf bei Lippramsdorf, Haus Hameren bei Billerbeck, Haus Lüttinghof, Haus Koppel bei Schöppingen, Haus Darfeld, Haus Lembeck, Haus Leythe sowie Haus Woord.

### Ende der Herrschaft auf Burg Raesfeld
Nach einem Erbstreit, den Goswin von Raesfeld aus der Linie Ostendorf (* 1494, † 1579/80) mit den verwandten Herren von Velen geführt hatte, muss 1585 seine Witwe mit den Kindern die Burg Raesfeld verlassen. Der gleichfalls verwandte Fürstbischof von Münster, Bernhard von Raesfeld, hatte Partei für die erbberechtigten Herren von Velen ergriffen und einen Prozess vor dem Reichskammergericht in Speyer angestrengt. Das Gericht entscheidet 1585 zu Gunsten derer von Velen. Goswin von Raesfelds Witwe, Irmgard geb. von Boyneburg, war übrigens vor ihrer Ehe mit Goswin die verwitwete Ehefrau Johann IV. von Raesfeld zu Raesfeld (* 1492, † 1551), des vormaligen Burgherrn. Irmgards Kinder, die mit ihr Burg Raesfeld verlassen müssen, entstammen aber nicht der Ehe mit Johann, sondern der Ehe mit Goswin. Irmgards einziger Sohn, den sie mit Johann hatte, war bereits 1559 verstorben. Die von Velen hingegen stammen von einer Schwester des vormaligen Burgherrn, Johanns IV. von Raesfeld, mit dem Irmgards zweiter Ehemann Goswin von Raesfeld eben nicht so nah verwandt war, ab.

## Adelsarchiv unterscheidet zwei Geschlechter
Das von der Stiftung Deutsches Adelsarchiv unter Aufsicht des Deutschen Adelsrechtsausschusses herausgegebene Adelslexikon des Genealogischen Handbuchs des Adels führt im Gegensatz zu früheren Adelslexika (u. a. Siebmacher, Kneschke, Zedlitz-Neukirch; vgl. auch M. v. Spiessen und W. v. Raesfeld) das uradelige Geschlecht von Raesfeldt und das altadelige Geschlecht von Raesfeld als getrennte Familien auf. Die uradeligen Raesfeldt konnten ihre urkundliche Stammreihe bis in das 13. Jahrhundert lückenlos belegen, während dies der altadeligen Linie nur bis in das 16. Jahrhundert gelang. Durch zahlreiche Indizien scheint es aber hinreichend gesichert, dass auch das altadelige Geschlecht von einer der uradeligen Linien abstammt.

### Uradelige Raesfeld(t)

#### Adelsbestätigung und Standeserhebung
- Eine preußische Adelserneuerung und -bestätigung wurde am 26. Juli 1729 erteilt.
- Eintragung in die Adelsmatrikel der preußischen Rheinprovinz für (Karl von Raesfeld) am 5. August 1829.
- Immatrikulation in die Freiherrenklasse des Königreichs Bayern (für dessen Bruder Ludwig von Raesfeld) am 25. Juli 1841.

Die uradeligen von Raesfeld(t) gelten als erloschen.

### Altadelige Raesfeld
Diese Linie geht auf Goswin von Raesfeld, 1574 fürstbischöflich münster. Hofmeister zu Ahaus, zurück. In Ahaus hatte Johann IV. von Raesfeld (* 1492, † 1551) seit 1536 das erbliche Drostenamt zugestanden.

#### Standeserhebung
- Am 14. Mai 1757 wurde der kurfürstlich-kölnische Kanzler und Geheime Staats- und Konferenzminister Gottfried Joseph von Raeßfeld in Wien in den Reichsfreiherrenstand erhoben. Diese Linie blüht noch.

## Wappen

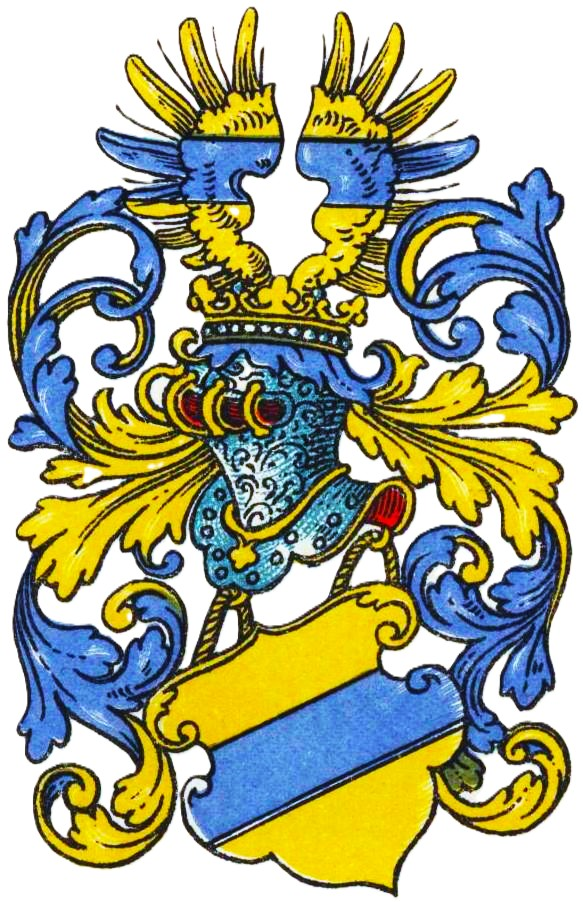
Wappen derer von Raesfeld im Wappenbuch des Westfälischen Adels

Das Wappen aller Raesfeld(t) zeigt in Gold einen blauen Balken. Auf dem Helm mit blau-goldenen Decken ein offener, wie der Schild bezeichneter Flug.

## Bekannte Namensträger

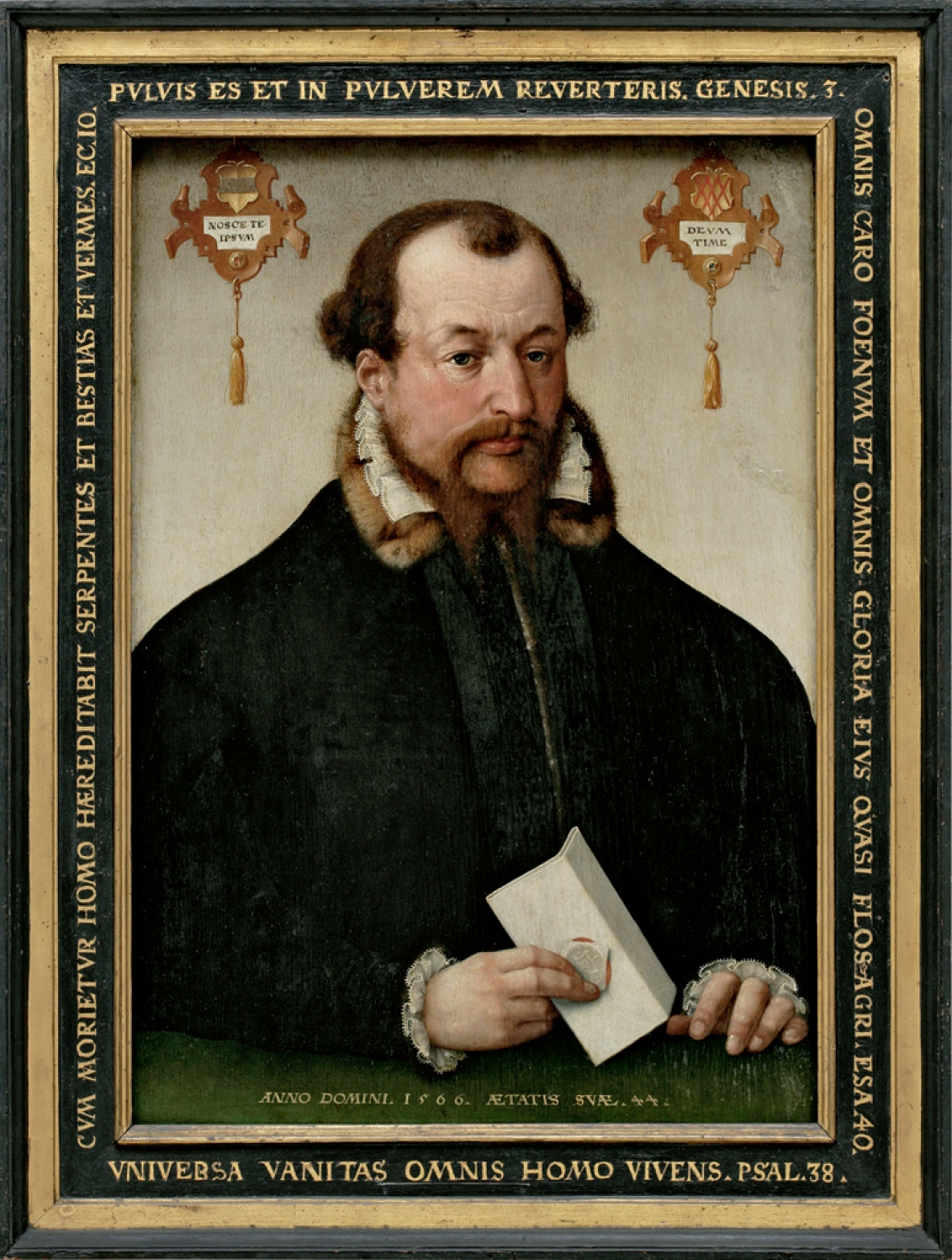
Gottfried von Raesfeld
(* 1522, † 1586), bedeutendster Domdechant des Hochstifts Münster, Amtsherr zu Lüdinghausen

- Johann IV. von Raesfeld (* 1492; † 1551), kaiserlicher Feldherr, Verteidiger Wiens und Münsters
- Bernhard von Raesfeld (* 1508; † 1574), 1557–1566 Fürstbischof von Münster
- Goswin von Raesfeld († 1586), Dompropst in Münster
- Gottfried von Raesfeld (* 1522; † 1586), Domherr, bedeutendster Geistlicher des Münsterlandes der 2. Hälfte des 16. Jahrhunderts, als Bruder des Fürstbischofs Bernhard fürstbischöflich-münster. Gesandter zu den Reichstagen zu Augsburg 1559–1566, Amtmann zu Lüdinghausen[5][6][7]
- Bitter von Raesfeld, (1532–1581, Domherr in Münster)
- Dietrich Franz von Raesfeld (* 1528, Domherr in verschiedenen Bistümern)
- Heinrich von Raesfeld (1521–1573, Archidiakon und Thesaurar in Münster)
- Arnd von Raesfeld (* 1514, Domherr in Münster)
- Bitter von Raesfeld († 1584, Domherr in verschiedenen Bistümern)
- Bitter von Raesfeld († 1594, Domherr in Münster, römisch-katholischer Geistlicher)
- Rotger von Raesfeld († 1575, Domherr in Münster)
- Justinus von Raesfeld (1564 Domherr in Münster)
- Johann Peter von Raesfeld (* 1679; † 1764), seit 1742 Kanzler und Regierungspräsident des Herzogtums Kleve[8], guter Bekannter von Voltaire[9]
- Gottfried Joseph von Raesfeld (* 1706; † 1765), 1757 Kanzler und Geheimer Staatsminister und Konferenzminister des Kurfürstentums Köln
- Carl von Raesfeld (* 1792; † 1857), Landrat in Krefeld
- Ferdinand von Raesfeld (* 1855; † 1929), preußischer Forstmeister und Jagdschriftsteller